# شهرستان گیلانغرب
شهرستان گیلانغرب (به کُردی: شارستانی گیه‌ڵان) یکی از شهرستان‌های استان کرمانشاه ایران است. مرکز این شهرستان، شهر گیلانغرب است.
این شهرستان در تاریخ ۱۳۵۹ از شهرستان سرپل ذهاب جدا شد و مستقل گردید.

## موقعیت جغرافیایی
شهرستان گیلانغرب از شمال با شهرستان‌های سرپل ذهاب و دالاهو، از شرق با شهرستان اسلام‌آباد غرب، از غرب با شهرستان قصر شیرین، و از جنوب با شهرستان ایوان، از جنوب غربی با شهرستان چوار و از جنوب شرقی با شهرستان چرداول استان ایلام همسایه است.

## تقسیمات کشوری
شهرستان گیلانغرب دارای ۲ بخش، ۶ دهستان و ۲ شهر به شرح زیر است:

### شهرستان گیلانغرب
| بخش   | مرکز بخش | جمعیت بخش (۱۳۹۵) | نام دهستان | مرکز دهستان       | جمعیت دهستان (۱۳۹۵) | شهر      | جمعیت شهر (۱۳۹۵) |
| ----- | -------- | ---------------- | ---------- | ----------------- | ------------------- | -------- | ---------------- |
| مرکزی | گیلانغرب | ۴۰٬۱۲۲ نفر       | چله        | قمرالی            | ۶٬۳۶۱ نفر           | گیلانغرب | ۲۲٬۳۳۱ نفر       |
| مرکزی | گیلانغرب | ۴۰٬۱۲۲ نفر       | حومه       | گورسفید           | ۵٬۰۳۰ نفر           | گیلانغرب | ۲۲٬۳۳۱ نفر       |
| مرکزی | گیلانغرب | ۴۰٬۱۲۲ نفر       | دیره       | جوب باغان         | ۳٬۶۰۰ نفر           | گیلانغرب | ۲۲٬۳۳۱ نفر       |
| مرکزی | گیلانغرب | ۴۰٬۱۲۲ نفر       | ویژنان     | نیان              | ۲٬۸۰۰ نفر           | گیلانغرب | ۲۲٬۳۳۱ نفر       |
| گواور | سرمست    | ۱۶٬۳۳۳ نفر       | گواور      | سرمست             | ۶٬۸۰۱ نفر           | سرمست    | ۲٬۹۱۳ نفر        |
| گواور | سرمست    | ۱۶٬۳۳۳ نفر       | حیدریه     | سوخور نامدار عبدی | ۶٬۶۱۹ نفر           | سرمست    | ۲٬۹۱۳ نفر        |

## صنعت
مهم‌ترین واحدهای صنعتی شهرستان گیلانغرب واحدهای تولیدی تولید دانه‌بندی شن و ماسه، پودر بیتومین و برخی مشتقات قیر طبیعی، آجر، باند و گاز طبی، تولید بالشتک خودروهای سنگین و محافظ الکتریکی هستند.

## معادن
معادن استان کرمانشاه در قالب پنج پهنهٔ معدنی دسته‌بندی شده‌اند. بر این اساس در پهنهٔ گیلان‌غرب معادن قیر طبیعی و گچ شناسایی شده است.